# Історія Близького Сходу

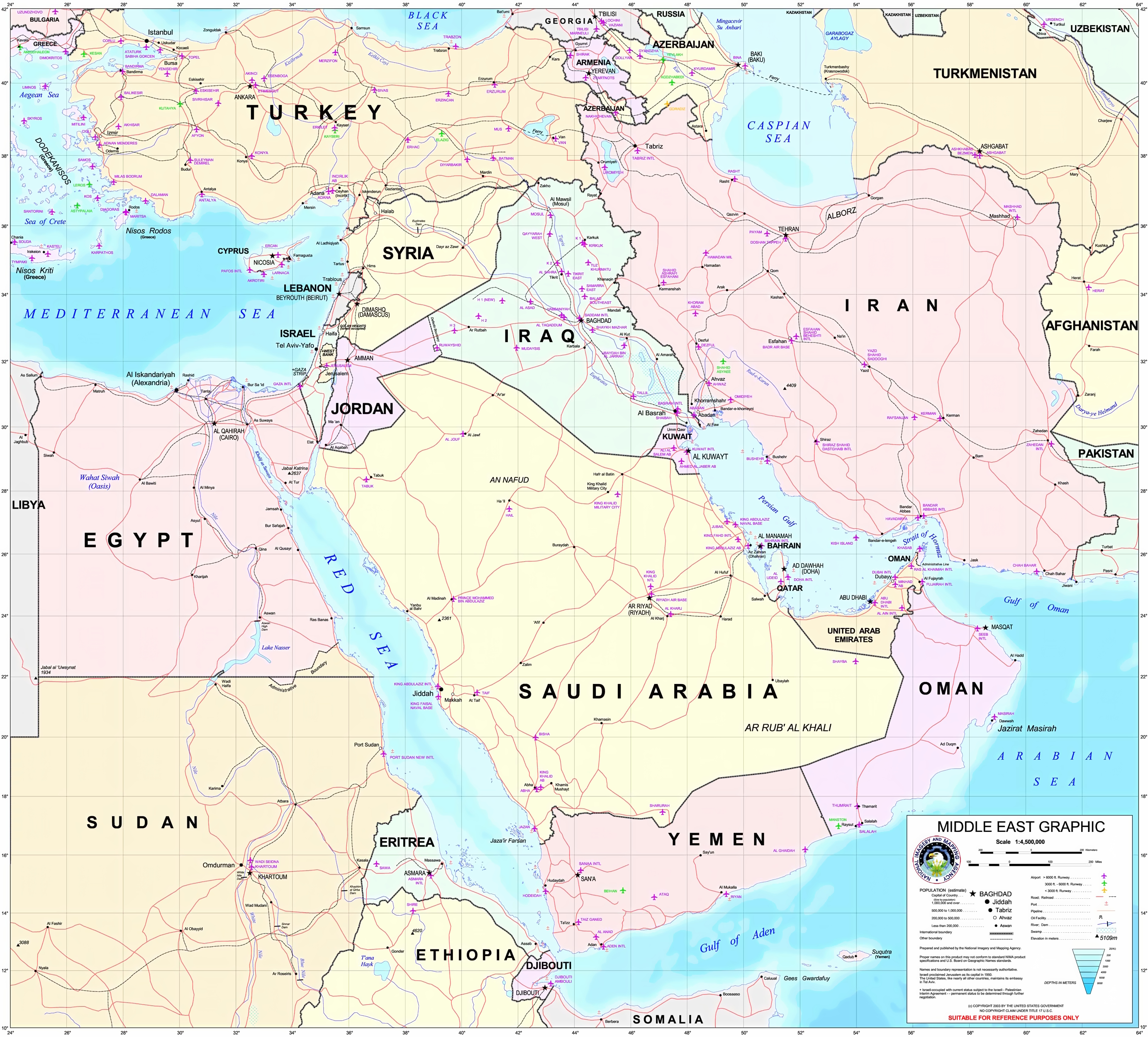
Політична мапа Середнього Сходу

Історія Близького Сходу — взаємопов'язана історія суміжних регіонів Месопотамії, Малої Азії, Палестини, Єгипту та Ірану, а також теренів, що потрапляли до сфери їх впливу.

## Доісторичність
Доісторичний Близький Схід охоплює як доісторичний Єгипет, так і доісторичний Левант в період від появи предків сучасної людини до появи перших цивілізацій.

### Палеоліт
Нижній палеоліт представлений ашьольською культурою (Джуб-Джанін).
В середньому палеоліті (120 тис. — 40 тис. років до н. е.) Близький Схід населяли неандертальці, носії мустьєрської культури (Кебара, Шанідар, Табун). Однак в Північній Африці селилися люди сучасного виду (Атерійська і Хормуська культури), які використовували лук і стріли з кам'яними наконечниками.
У верхньому палеоліті на Близькому Сході повсюдно з'являються люди сучасного виду. Вони представлені Кебарською культурою (18 — 10 тис. років до н. е.).

### Мезоліт
В епоху мезоліту за рахунок припливу населення з Північної Африки (Мушабська культура) сформувалася Натуфійська культура (13-10 тис. до н.е). Натуфійці жили в землянках з очеретяними дахами, їм вдалося одомашнити собаку. Основним об'єктом їх промислу були газелі. На північний схід від натуфійської культури розташовувалася Зарзійська культура.

### Неоліт
У Палестині мезолітична культура еволюціонувала в Докерамічний неоліт A, що змінила землеробська Тахунійська культура (8-5 тис. до н. е.), представники якої одомашнили цапів. Потім там поширилася пов'язана з Кавказом Ярмуцька культура, носії якої могли виготовляти складні керамічні вироби. Нащадки Тахунійської культури повернулися в Африку, де утворили протоєгипетську тасійську культуру. Гхасульський період став безпосереднім попередником цивілізації Ханаану.
В рамках близькосхідного неоліту на Землі з'явилися перші міста: Єрихон, Джерф-ель-Ахмар, Невали-Чорі та Ашікли-Хююк (9 тис. до н. е.), Айн-Гхасал і Чатал-Гьоюк (8 тис. до н. е.). Звідси неоліт поширився на Європу (Балканський неоліт)

## Стародавність
Давній Близький Схід вважається колискою цивілізації. Саме тут стали вперше практикувати цілорічне інтенсивне землеробство, тут вперше в світі виникли писемність, гончарний круг, а потім колесо і млинове жорно, створена уперше держава, законодавство, а потім і перша імперія. Тут вперше оформилися соціальне розшарування, рабовласництво й організована військова справа, тут закладено підвалини таких дисциплін, як астрономія та математика.

### Стародавня Месопотамія
Стародавня Месопотамія — одна з великих цивілізацій Стародавнього світу, що існувала на Близькому Сході, в долині річок Тигр і Євфрат. Умовні хронологічні рамки — від середини IV тис до н. е. (епоха Урука) по 12 жовтня 539 р. до н. е. («Падіння Вавилона»). У різний час тут розташовувалися царства Шумеру, Аккаду, Вавилонії й Ассирії.

#### Шумер і Аккад
Від IV тис. до н. е. і до XIII ст. н. е. в Межиріччі знаходилися найбільші міста і міські агломерації. У Стародавньому світі Вавилон був синонімом світового міста, а в Середньовіччі — Багдад. Месопотамія процвітала при ассирійському й вавилонському володарюванні, потім і при арабському пануванні. З часів появи шумерів і до падіння Нововавилонського царства на території месопотамської низовини проживало 10 % населення всієї планети Земля.
Урук став першим містом Південної Месопотамії. Навколо була зведена стіна — що свідчило про те, що Урук став містом, а не просто поселенням. У цьому місті жило до 6 тисяч мешканців, які були представниками 3-4 народів, котрі розмовляли різними мовами. Місто стало храмовим і військовим центром Південної Месопотамії.
У XXVIII-XXVII століттях до н. е. (при напівлегендарних правителях Енмеркарі, Лугальбанді, Гільгамеша, про яких збереглися епічні сказання) під гегемонією Урука були об'єднані міста-держави Південного Дворіччя (I династія Урука). У XXIV столітті до н. е. при Лугальзагесі Урук був столицею Шумера. Після завоювання Саргоном Давнім (XXIV століття до н. е.) Урук увійшов до складу його держави. В кінці XXII століття до н. е. цар Урука Утухенгаль створив в Дворіччі об'єднане «царство Шумера й Аккада», після його смерті влада перейшла до Ур-Наму — засновника III династії Ура.

#### Елам
Древній Елам розташовувався на схід від Шумеру й Аккаду, на крайньому заході та південному заході сучасного Ірану, від низин Хузестана і остану (провінції) м. Ілам. У давній еламський період (близько 3200 р. до н. е.) він складався з ряду царств на Іранському плато з центром в м. Аншані.
Протоеламська цивілізація існувала в період 3200 — 2700 рр. до н. е., коли Сузи, пізніше — столиця Еламу, стала набувати вплив над культурами Іранського нагір'я. Ця цивілізація вважається найдавнішою в Ірані, що існувала одночасно з сусідньою шумерською. Протоеламська писемність, поки не дешифрована, використовувалася короткий час, поки не була замінена новою писемністю — еламський клинопис.
Починаючи з середини 2 тис. до н. е. центром Еламу стали Сузи в низині Хузестан.
Елам був поглинений Ассирійською імперією в 8-7 ст. до н. е., проте Еламська цивілізація зберігалася до 539 р. до н. е., коли її остаточно асимілювали перси.

#### Амореї

Вавилонія за Хамурапі

Зайняли в кінці III тис. до н. е. територію Межиріччя племена амореїв протягом XX в. до н. е. стали утворювати незалежні царства. У 1895 р. до н. е. аморейським вождем Суму-абумом було створено одне з таких царств з центром у Вавилоні. Під час активних воєн між державами Месопотамії до 1800 р. до н. е. Вавилон став центром півдня країни, підконтрольного царству Ларса. Смерть царя Шамші-Адада I, який правив величезною державою, що включала в себе Верхню Месопотамію, дозволила вавилонському царю Хамурапі почати приєднання розрізнених царств. За 1764—1756 рр. до н. е. були завойовані Елам, Марі, Ашшур, Ешнунна, Сузіана — утворилася єдина загальномесопотамська держава, найзнаменитішим пам'ятником якої стали «Закони Хаммурапі».

### Стародавній Єгипет

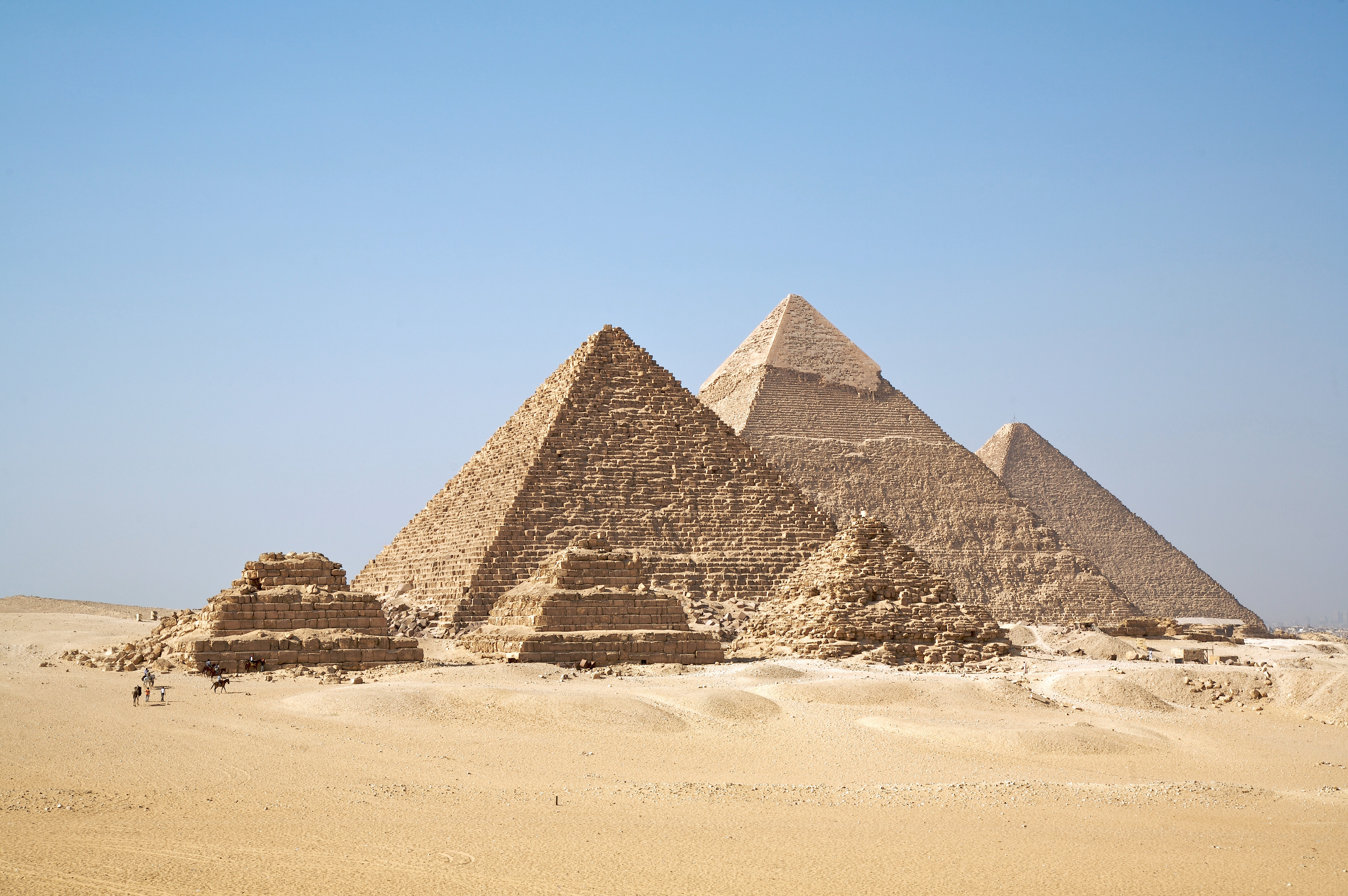
Піраміди Гізи

Стародавній Єгипет (від дав.-гр. Αἴγυπτος й лат. Aegyptus), самоназва Та-Кемет, Та-мері, Та-уі та ін. (трансліт. єгип. tA-kmt, tA-mrj, tA-wy), Ке́мі (копт. Kὴμε) — назва історичного регіону й культури значущої цивілізації Стародавнього світу, що існувала на північному сході Африки вздовж нижньої течії річки Ніл. Історія Стародавнього Єгипту становить близько 40 століть і поділяється дослідниками на додинастичний період (відноситься до фіналу доісторичного періоду), династичний період (основний етап існування єгипетської цивілізації протягом близько 27 століть), період еллінізму (синтез з греко-македонською культурою під владою династії Птолемеїв) та римський період (у складі давньоримської держави, як одна з найважливіших провінцій Римської імперії).

### Фінікія

Фінікія (зеленим) на східному узбережжі Середземного моря

Фінікія (від грец. Φοίνικες, фойнікес, буквально «країна пурпуру») — стародавня держава, яка перебувала на східному узбережжі Середземного моря з центром в сучасному Лівані. Крайньою північною точкою Фінікії було гирло річки Оронт, а південній — гора Кармель. На півдні Фінікія межувала з Ізраїльським царством, а на Сході та Півночі — з Сирією. За Геродотом, Фінікія тягнулася від Посідія до Ізраїльського царства. При Селевкідах її вважали «від Орфосіі (гирло Нар-Беріда) до гирла Нар-Зерка». З більш пізніх географів одні (наприклад, Страбон) вважали Фінікією весь берег до м. Пелусія, інші південний кордон її поміщають коло Кесарії й Кармелю. Лише пізніше римський провінційний поділ розповсюдив назву Фінікії на прилеглі до смуги внутрішні області до м. Дамаска, а згодом стали розрізняти Фінікію Приморську від Фінікії Ліванської. При Юстиніані навіть Пальміра була включена до складу останньої.
Жителі країни, фінікійці, створили потужну цивілізацію з розвиненими ремеслами, морською торгівлею й багатою культурою. Фінікійська писемність стала однією з перших зафіксованих в історії систем фонетичного письма. Найвищий розквіт фінікійської цивілізації припадає на 1200—800 роки до нашої ери.

### Ассирійська імперія

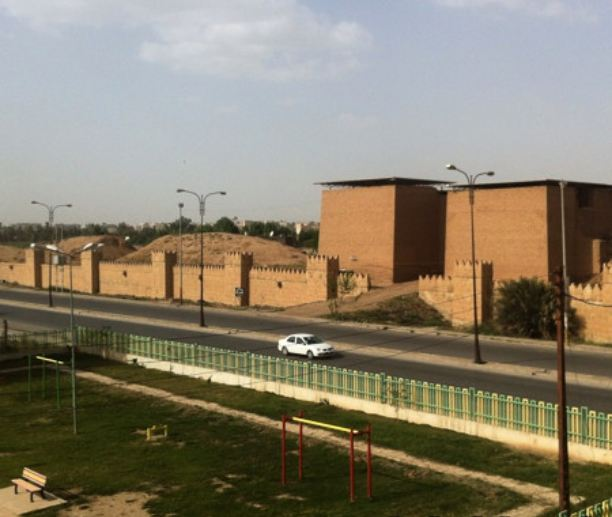
Відтворені ворота Ніневії (реконструкція)

Асси́рія — (аккадський: Aššur, араб. أشور Aššûr, івр. אַשּׁוּר Aššûr, арам. ܐܫܘܪ Ašur, арам. ܐܬܘܪ Atur ассирійський діалект: Atur) — стародавня держава в Північній Месопотамії (на території сучасного Іраку). Ассирійська імперія проіснувала майже дві тисячі років, починаючи з XXIV століття до н. е. і до її знищення в VII столітті до н. е. (близько 609 до н. е.) Мідією і Вавилонією.
Створена ассирійцями держава зі столицею в місті Ніневія (передмістя нинішнього міста Мосул) існувало з початку II тисячоліття до. н. е. приблизно до 612 р. до н. е., коли Ніневія була загарбана й зруйнована об'єднаними військами Мідії та Вавилонії. Великими містами стали після цього Ашур, Калах і Дур-Шарукін («Палац Саргона»). Царі Ассирії зосередили в своїх руках майже всю повноту влади — вони одночасно обіймали посаду верховного жерця, і військового вождя, а деякий час навіть — скарбника. Царськими радниками були привілейовані воєначальники (керуючі провінціями, обов'язково служили в армії й платили цареві данину). Землеробством займалися раби і залежні працівники.
Ассирія досягла вершини могутності під час правління династії Саргонідів (кінець VIII—VII століття до н. е.). Саргон II, засновник нової династії, захопив Ізраїльське царство та переселив його жителів, зруйнував хетські фортеці й посунув кордони царства до Єгипту. Його син Сінахеріба увійшов в історію з тим, що після повстання у Вавилоні (689 р. до н. е.) це місто «зрівняв із землею». Своєю столицею він обрав Ніневію, відбудувавши її з найбільшою пишнотою.

### Нова Вавилонська імперія

Нововавилонське царство

Нововавилонське царство або «Друге Вавилонське царство» — історичне держава в Месопотамії, що існувало в період з 626 до 539 рр. до н. е..
До 626 р. до н. е. Вавилон знаходився під владою північного сусіда Ассирії. Однак ассирійський намісник Набопаласар, з халдейського племені, вирішив відокремитися від Ассирії та стати самостійним правителем. Спочатку лише північна частина Вавилонії була ним підкорена. Тільки до 615 до н. е. вдалося завоювати більшість всіх вавилонських земель, у тому числі великі міста Урук і Ніпур. Набопаласар сприяв падінню Ассирії та поділу ассирійської території разом з мідійським правителем Кіаксаром. При наступному нововавилонському царі Навуходоносорі II велися успішні війни з Єгиптом (велика частина Сирії й Палестини, а також вся Фінікія були загарбані). Під час його правління Юдея стала провінцією нововавилонської держави. Два рази в 597 і 586 рр. до н. е. доводилося підкорювати юдейську територію (в останній раз був зруйнований Єрусалим).
Після Навуходоносора деякий час відбувалися палацові перевороти, в результаті яких до влади прийшов Набонід. На початку правління Набоніда підноситься й стає сильною Ахеменідська імперія. Вавилонський цар намагався вести війни з Киром II разом з Лідією та Єгиптом. У 539 р. до н. е. Вавилон був загарбаний персами й увійшов в імперію Ахеменідів. Падіння Нововавилонської держави сприяло незадоволене населення Вавилонії, зокрема, підкорені юдеї. З цього часу Вавилон припинив своє існування як держава.

## Антична доба

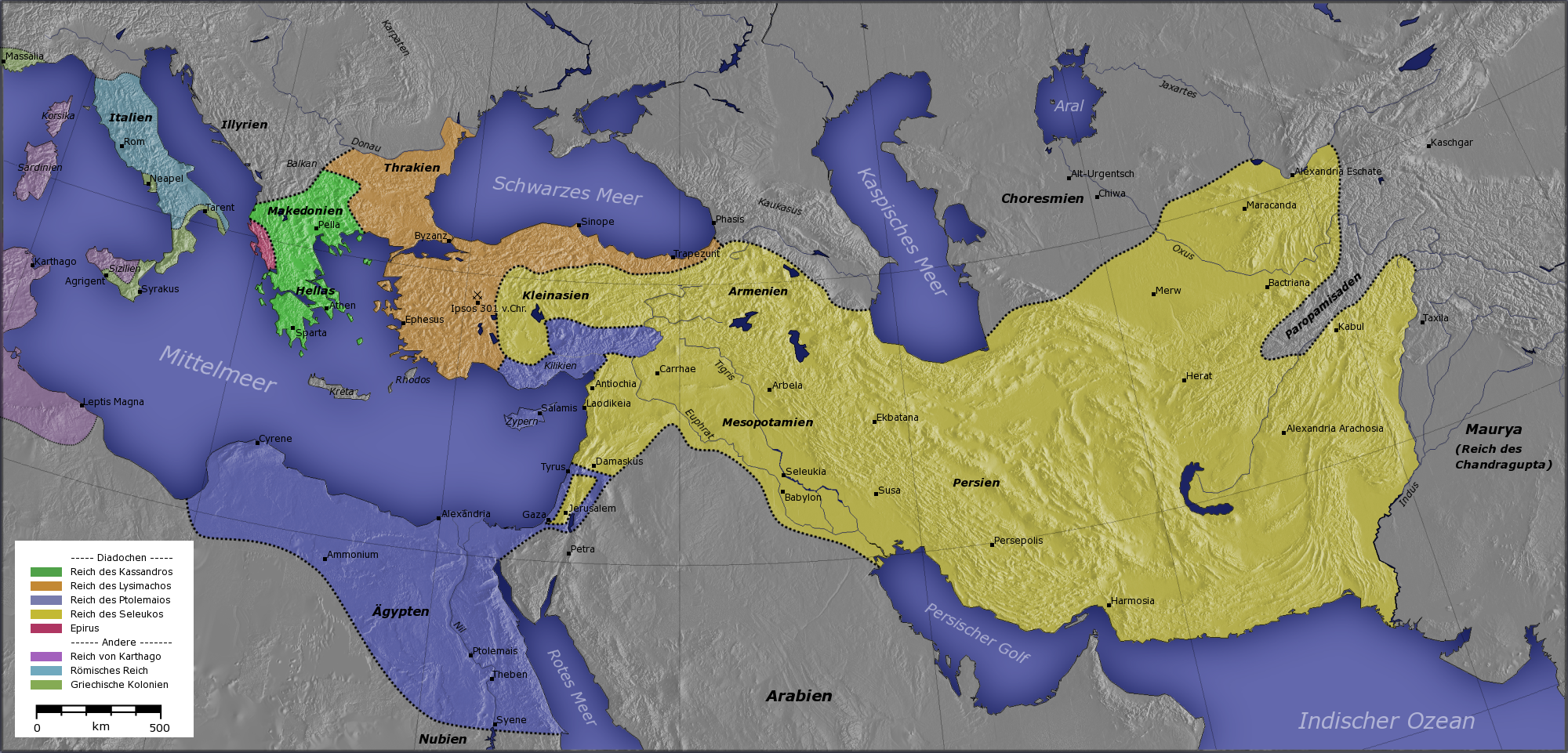
Розділ держави Олександра Великого після битви біля м. Іпс (301 р. до н. е.)

### Перська імперія
Держава Ахеменідів (давньоперс. Ariyānām Xšaçam) — стародавня держава, що існувала в VI—IV століттях до н. е. на території Азії, створена перською династією Ахеменідів. До кінця VI століття до н. е. кордони Ахеменідської держави простягалися на сході від річки Інд до Егейського моря на заході, від першого порога р. Нілу на півдні до Закавказзя на півночі.
У вавилонських джерелах (Маніфест Кира, хроніка про падіння Вавилона) висвітлені події царювання Кира II. Найдавнішими першоджерелами вважаються написи Кира близько м.Пасаргади. Найоб'ємнішим і цінним є напис царя Дарія I — Бехістунський напис. На стінах палаців в Персеполі, в Сузах, біля озера Ван, близько м. Суеца в Єгипті, в Накш-Рустамі на скельній гробниці Дарія I є й інші написи. Зазвичай написи Ахеменідів складалися на трьох мовах: давньоперській, еламській та вавилонській. Архів, що складається з тисяч глиняних табличок, був виявлений в 1933-1934 роках у Персеполі. Більшість зі знайдених документів архіву на еламській мові, проте присутні тексти й арамейською, яка була міжнародною мовою вже в ахеменідський період. Цікавими документами, що розповідають про ахеменідські військові колонії в Єгипті, є елефантинські папіруси.
Цінні відомості про персів залишили грецькі історики. Найбільш значущою є праця Геродота, бравшим відомості з офіційних перських джерел, записів учасників греко-перських воєн і повідомлень самих персів. Велику цінність мають відомості Ксенофонта, котрий описує різні області держави та повідомляє етнографічні й географічні дані цих областей.
Територія Перської імперії при Ахеменідах охоплювала території від Греції і Лівії до Індії.

### Елліністичний період
Олександр Македонський захопив Перську імперію й спробував створити власну державу з центром у Вавилоні. Однак після його смерті його імперія розпалася, а на теренах Близького Сходу утворилася держава Селевкідів, останньою столицею якої стала Антіохія. Незабаром на території Ірану утворилося Парфянське царство. А на території Йорданії з'явилося Набатейське царство.

### Римський період
Залишки елліністичної Сирії були поглинені Римським державою. Помпей опанував середземноморським берегом Близького Сходу, заснувавши там римську провінцію Сирія і Вірменія. Імператор Траян захопив Набатейське царство (перетворивши його в провінцію Аравія Петреа), завдав поразки парфянам і вийшов до Перської затоки. На території сучасного Іраку з'явилася римська провінція Месопотамія. При Діоклетіані римські володіння на Близькому Сході були об'єднані в діоцез «Схід», на чолі якого імператор призначав коміта.

### Візантійсько-перський конфлікт
З поширенням християнства і перенесенням столиці в Константинополь (330 р.) Римська імперія перетворюється в Візантію. Трьома головними християнськими центрами стають Олександрія, Антіохія та Єрусалим. Головним суперником Візантії за контроль над Близьким Сходом стає Сасанідський Іран. Однією з великих битв візантійсько-перського конфлікту стала Битва при Дарі (530 р.).

## Середньовіччя

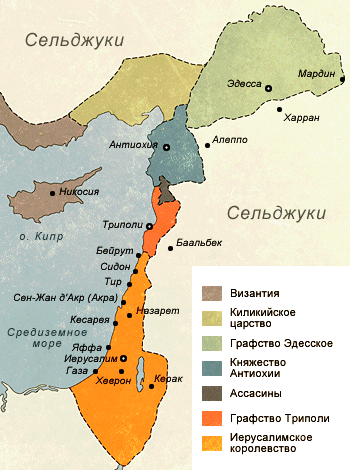
Держави хрестоносців

### Арабський халіфат
Початковим ядром халіфату стала створена засновником ісламу Мухамедом на початку VII століття в Хіджазі (Західна Аравія) мусульманська громада — ума. В результаті мусульманських завоювань було створено величезну державу, що включало Аравійський півострів, Ірак, Іран, більшу частину Закавказзя (зокрема Вірменське нагір'я, Прикаспійські території, Колхидську низовину, а також райони м. Тбілісі), Середню Азію, Сирію, Палестину, Єгипет, Північну Африку, більшу частину Піренейського півострова, Сінд.
Слово халіфат (араб. خليفة — Khalīfah — «спадкоємець», «представник») — означає як титул халіфа, так і велику державу, створену після Мухамеда арабами завойовниками під проводом «халіфів» (намісників Мухамеда).
Епоха існування Арабського халіфату, разом з кількома наступними століттями розквіту загальноісламської науки й культури, іменуються в західній історіографії «Золотою ерою ісламу».

### Хрестові походи
В XI столітті Близький Схід пережив нашестя хрестоносців із Західної Європи. Натхненні католицькою церквою й підтримані місцевими візантійськими та вірменськими правителями, хрестоносці в 1098 р. захопили Антіохію, і в 1099 р. Єрусалим. Хрестоносці створили цілий ряд держав на узбережжі Середземного моря: Антіохійське князівство, графство Триполі і Єрусалимське королівство. Ними ж були побудовані і замки (Монфор, Монреаль)
Опір хрестоносцям очолив Саладін, що заснував згодом династію Айюбідів. Після того як він завдав поразки хрестоносцям в битві при Хатіні, його армія зайняла м. Єрусалим в 1187 р. Однак ватажок хрестоносців Річард Левине Серце завдав поразки Саладіну в битві при Яфі (1192 р.). Проте, Єрусалим залишився за Айюбідами. Кінець епохи хрестоносців на Близькому Сході поклав єгипетський султан Бейбарс I.

### Монгольська навала
Монгольська армія під керівництвом онука Чингісхана Хулагу в XIII столітті вторглася на Близький Схід і поклала край Багдадському халіфату. У 1258 р. був підкорений Багдад. На наступний рік монгольське військо форсувало р. Євфрат, а в 1260 р. зайняло міста Алеппо і Дамаск. Основна частина монгольського війська повернулася назад, проте одне з його з'єднань дійшло до Палестини і було розгромлено єгипетськими мамлюками в битві при Айн-Джалуті.

## Османський період

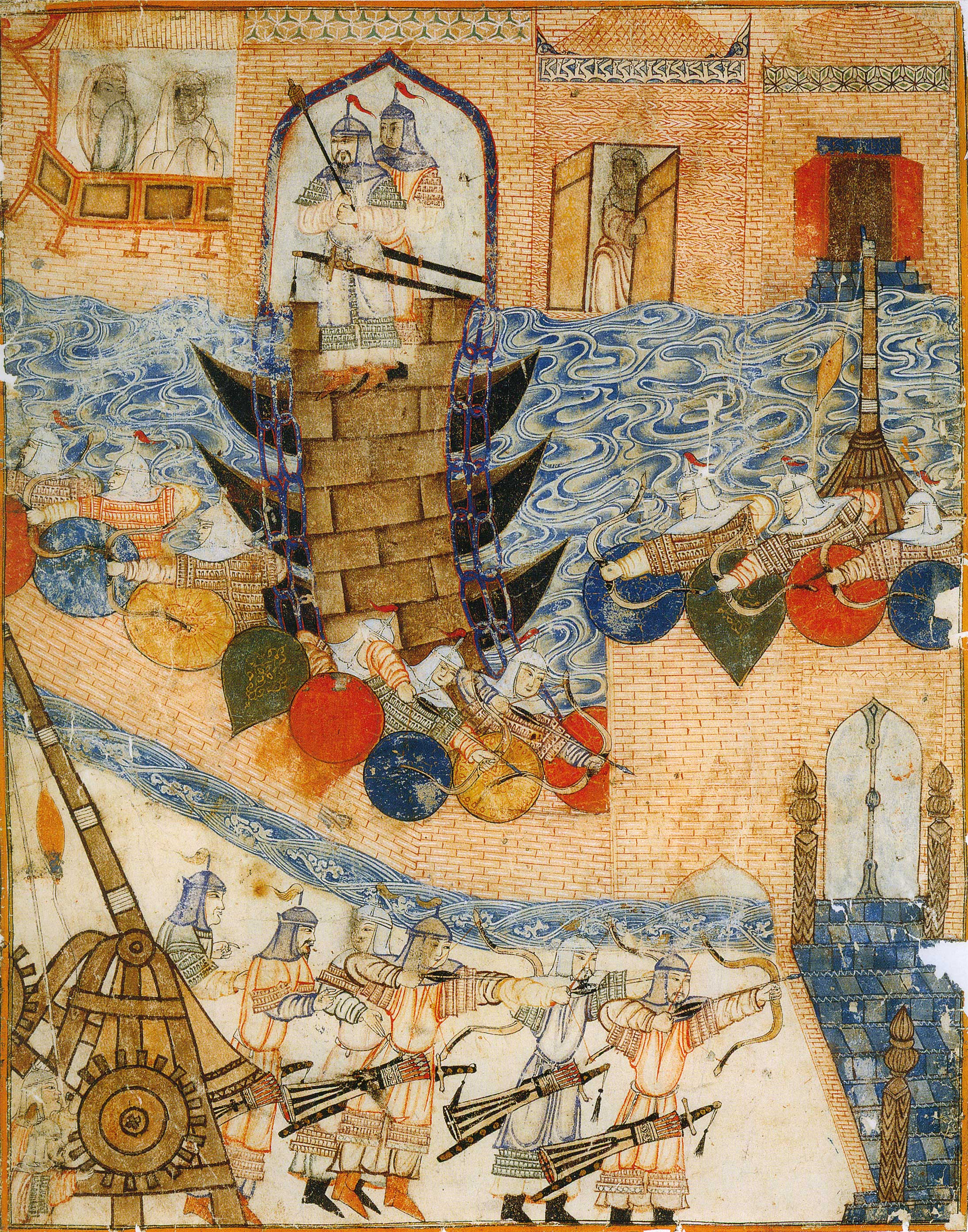
Падіння м. Багдаду. Ілюстрація до Джамі ат-таваріх Рашид ад-Діна

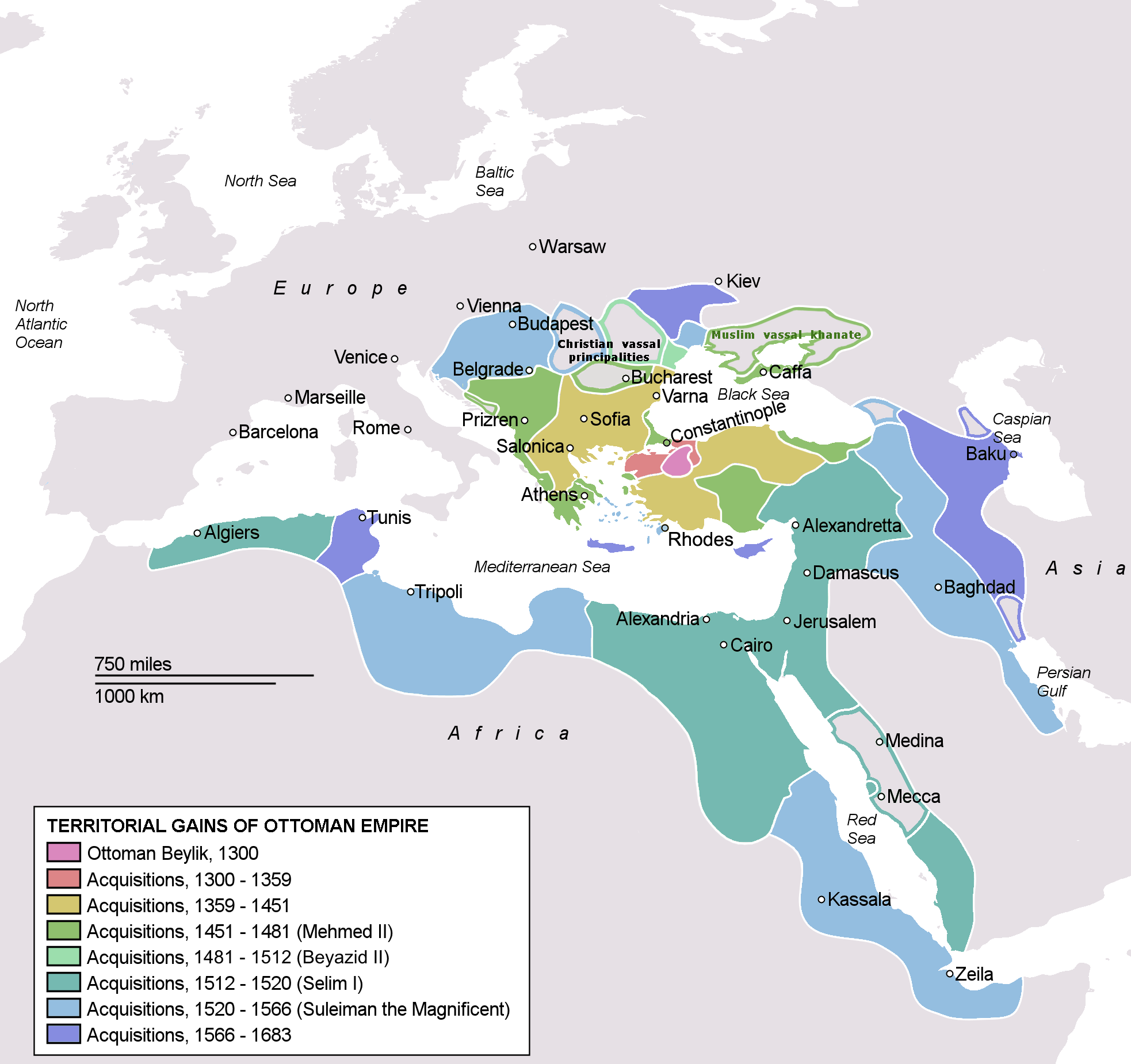
Османська імперія в XVII ст.

Прологом османського періоду стала битва біля Манцікерту (1071 р.), коли турки-сельджуки, що прийшли з Середньої Азії під керівництвом Алп-Арслана розгромили візантійську армію. Через 7 років вони вже досягли берегів Егейського моря, закріпившись у місті Нікея (1078 р.). Першим турецькою державою стає Конійський султанат. Власне Османська імперія була створена 1299 р. тюркськими племенами Османа I в північно-західній Анатолії. Після падіння Константинополя в 1453 р. Османська держава стала називатися імперією. У 1514 р. турки в результаті Чалдиранської битви закріпили свою владу над історичною Вірменією. У 1516 р. турецький султан Селім I в битві на Мардж Дабік розгромив мамлюків приєднав до своєї імперії Сирію, Йорданію й Аравію (включаючи Меку), а в 1517 р. він підкорив Єгипет.
У XVIII столітті в Аравії виникає ваххабізм, прихильники якого створюють Дірійський емірат, проте туркам вдається приборкати ваххабітський заколот. У 1900 р. було розпочато будівництво Хіджазької залізниці.
Під час Першої світової війни володіння Османської імперії на Близькому Сході були атаковані країнами Антанти. У 1914 р. британський десант висадився в південному Іраці та загарбав Басру. У 1917 р. британські війська підкорили м. Багдад.

## Арабське повстання
Поразка Османської імперії під час Першої світової війни в значній мірі була викликана Арабським повстанням, яке зіграло роль п'ятої колони. Вирішальну роль в координації повстання зіграв Лоуренс Аравійський. У 1916 р. повстав шериф Меки Хусейн бен Алі. Першим їх успіхом стало відвоювання м. Джидди. У 1918 р. в Палестині відбулася епохальна битва біля Мегідо, після чого арабські ополченці Хашиміта Фейсала I відвоювали м. Дамаск.
Спроба створення єдиної арабської держави не мала успіху через французьку інтервенцію Анрі Гуро. Близький Схід був розділений між колоніальними державами. Сирія і Ліван стали французькими, а Палестина та Месопотамія британськими. Надалі Великій Британії вдалося створити залежне володіння Королівства Іраку. Пробританської орієнтації дотримувався Абдул-Азіз II, який захопив Меку і оголосив себе королем держави, названої в 1932 р. Саудівською Аравією.

## Арабо-ізраїльський конфлікт
У 1948 р. на теренах Британської Палестини була створена держава Ізраїль, що призвело до консолідації арабів і кривавого збройного конфлікту. Зовнішньополітична обстановка на той час змінилася, оскільки почалася Холодна війна. Якщо країни Заходу підтримували Ізраїль, то СРСР був на боці арабських країн. Особливо це проявилось під час Суецької кризи (1956-1957 рр.), коли Ізраїль відкрито підтримали збройні сили Великої Британії й Франції. Однак загрози радянського лідера Хрущова спонукали воюючі сторони до миру. Наслідком цього стало посилення прорадянської орієнтації ряду арабських країн. Після закінчення колоніальної пори в багатьох з них були повалені монархічні режими. У 1952 р. в Єгипті прийшов до влади Гамаль Абдель Насер, в 1958 р. аналогічна революція відбулася в Іраку. Поширення отримали різні версії арабського соціалізму: баасизма і насерізм. Яскравим представником баасизму був іракський лідер Садам Хусейн. Його вторгнення в Кувейт в рамках реалізації панарабістського проекту, наштовхнулося на опір міжнародної спільноти та спровокувало війну в затоці (1991 р.).
Поступово антиізраїльські сили перейшли на більш ісламістські позиції. Поштовхом до цього послужила Ісламська революція в Ірані (1978 р.). У 1982 р. в Лівані з'явилася організація Хезбола, а в Палестині позиції ОВП потіснив створений під час першої палестинської інтифади Хамас.

## XXI століття

### Арабська весна
Ара́бська весна́ (араб. الربيع العربي) — хвиля демонстрацій і путчів, що почалися в арабському світі 18 грудня 2010 року. Відбулися перевороти в Тунісі, в Єгипті і в Ємені; громадянської війни в Лівії (призвела до падіння режиму) і в Сирії; цивільне повстання в Бахрейні; масові протести в Алжирі, в Іраку, в Йорданії, у Марокко і в Омані; і менш значні протести в Кувейті, Лівані, Мавританії, в Саудівській Аравії, Судані, Джибуті і Західній Сахарі. Зіткнення на кордоні Ізраїлю в травні 2011 року також були натхненні місцевої Арабською весною.
Під час протестів використовувалися загальні методи громадянського спротиву в тривалих кампаніях: страйки, демонстрації, ходи й мітинги, а також використання соціальних медіа для організації, спілкування та інформування при спробах державних репресій та інтернет-цензури. Багато демонстрації були зустрінуті насильницькою реакцією влади, а також проурядових ополченців і контр-демонстрантів. Основним гаслом демонстрантів в арабському світі було «Народ хоче падіння режиму» (араб. الشعب يريد إسقاط النظام, «аш-Ша'б юрід іскат ан-нізам»).